# Fáhel
Leandro Fahel Matos (*Teófilo Otoni, Brasil, 15 de agosto de 1981), exfutbolista brasileño. Jugó de volante y su primer equipo fue CS Marítimo. Su último equipo fue el Juventude de Brasil.
| Club              | País                | Año       |
| ----------------- | ------------------- | --------- |
| CS Marítimo       | Bandera de Portugal | 2005-2006 |
| FC Paços Ferreira | Bandera de Portugal | 2007-     |